# Пуракаунуи (водопад)
Пуракаунуи (англ. Purakaunui Falls) — 20-метровый каскадный трехъярусный водопад на одноимённой реке. Расположен в регионе Те-Кэтлинс (округ Клута, Отаго, Южный остров Новой Зеландии). Издавна является популярной туристической достопримечательностью и объектом фотографирования. Водопад Пуракаунуи — культовый образ региона Те-Кэтлинс, его фото часто размещается на открытках и календарях, а в 1976 году он был изображён на новозеландской почтовой марке.
Водопад расположен в 17 км на юго-запад от городка Оуака и в пяти километрах от места впадения реки в Тихий океан. Территория площадью 5 км² вокруг водопада благоустроена: имеются туалеты и зоны для пикника, есть две обзорные площадки, одна из них доступная, в том числе, для инвалидов-колясочников. Водопад находится чуть в стороне от Южного живописного маршрута, но к нему ведёт удобный, хорошо обозначенный съезд, поэтому путешественники часто делают небольшой крюк, чтобы полюбоваться на Пуракаунуи.
Хотя водопад и не включён в парк «Кэтлинс», он весьма живописен: со всех сторон окружён бушем, состоящим преимущественно из деревьев видов подокарп тотара, серебряный бук и чёрная сосна.